# Single Collection (愛内里菜のアルバム)
『Single Collection』（シングル・コレクション）は、日本の歌手・愛内里菜が2003年12月17日にGIZA studioから発売した1枚目のベストアルバムである。

## 概要
- 今まで出したシングルを集めたものだが、3rdシングル『Ohh! Paradise Taste!!』、5thシングル『FAITH』、14thシングル『Over Shine』は、未収録である。
- 収録シングルのジャケット写真などを収めた写真集付きである。

## 収録曲
| 全作詞: 愛内里菜。 |                                      |           |            |                 |      |
| #                  | タイトル                             | 作詞      | 作曲       | 編曲            | 時間 |
| 1.                 | 「FULL JUMP」                        | 愛内里菜  | 輝門       | 三輪緑          | 4:16 |
| 2.                 | 「I can't stop my love for you♥」    | 愛内里菜  | 川島だりあ | 尾城九龍        | 4:16 |
| 3.                 | 「恋はスリル、ショック、サスペンス」 | 愛内里菜  | 大野愛果   | 尾城九龍        | 4:54 |
| 4.                 | 「Sincerely Yours」                  | 愛内里菜  | 後藤康二   | 尾城九龍        | 4:39 |
| 5.                 | 「Forever You 〜永遠に君と〜」       | 愛内里菜  | 大野愛果   | 徳永暁人        | 5:07 |
| 6.                 | 「NAVY BLUE」                        | 愛内里菜  | 川島だりあ | 三輪緑          | 4:18 |
| 7.                 | 「風のない海で抱きしめて」           | 愛内里菜  | 輝門       | AKIRA、池田大介 | 5:04 |
| 8.                 | 「Close To Your Heart」              | 愛内里菜  | 大野愛果   | 尾城九龍        | 4:59 |
| 9.                 | 「It's crazy for you」               | 愛内里菜  | 大野愛果   | 尾城九龍        | 4:23 |
| 10.                | 「Run up」                           | 愛内里菜  | 大野愛果   | 三輪緑          | 5:23 |
| 11.                | 「Deep Freeze」                      | 愛内里菜  | 輝門       | AKIRA           | 5:43 |
| 12.                | 「空気」                             | 愛内里菜  | 輝門       | DJ ME-YA        | 5:01 |
| 合計時間:          | 合計時間:                            | 合計時間: | 合計時間:  | 58:03           |      |

### 楽曲解説
1. FULL JUMP
13thシングル。
2. I can't stop my love for you♥
9thシングル。
3. 恋はスリル、ショック、サスペンス
4thシングル。
4. Sincerely Yours
10thシングル『Sincerely Yours／Can you feel the POWER OF WORDS?』の1曲目。
5. Forever You 〜永遠に君と〜
8thシングル。
6. NAVY BLUE
7thシングル。
7. 風のない海で抱きしめて
12thシングル。
8. Close To Your Heart
1stシングル。
9. It's crazy for you
2ndシングル。
10. Run up
6thシングル。
11. Deep Freeze
11thシングル。
12. 空気
15thシングル。シングルバージョンとしてはアルバム初収録。

## 演奏
- 愛内里菜：ボーカル、コーラス (#8.9.10)
- 大賀好修：ギター (#1.2.3.4.6.7.8.10.11)
- 増崎孝司：ギター (#12)
- 麻井寛史：ベース (#7.11)
- 徳永暁人：全楽器演奏、コーラス (#5)
- 小野塚晃：キーボード (#12)
- 寺尾広：ピアノ (#3)
- KING OPAL：ラップ (#9)
- 宇徳敬子：コーラス (#1.2.4.5.6.7.10.11.12)
- 輝門：コーラス (#2.5.7.11)
- 安達昇：コーラス (#7.11)
- 大野愛果：コーラス (#3.8.9.10)
- 岩田みゆき：コーラス (#2.5)
- 山本耕史：コーラス (#9)